# Campionati italiani primaverili di nuoto 1982
I ventinovesimi campionati italiani primaverili di nuoto si sono svolti a Como dal 26 al 28 marzo 1982. È stata utilizzata la vasca da 50 metri.

## Podi

### Uomini
| Evento               | Oro                                                                                   | Tempo    | Argento                                                                      | Tempo    | Bronzo                                                                                            | Tempo    |
| Stile libero         |                                                                                       |          |                                                                              |          |                                                                                                   |          |
| 100 m                | Marcello Guarducci                                                                    | 52"05    | Raffaele Franceschi                                                          | 52"13    | Fabrizio Rampazzo                                                                                 | 52"17    |
| 200 m                | Fabrizio Rampazzo                                                                     | 1'53"03  | Raffaele Franceschi                                                          | 1'54"05  | Andrea Ceccarini                                                                                  | 1'54"37  |
| 400 m                | Andrea Calabria                                                                       | 4'00"11  | Roberto Bianconi                                                             | 4'00"72  | Marco Dell'Uomo                                                                                   | 4'02"72  |
| 1500 m               | Andrea Calabria                                                                       | 15'49"92 | Renato Paparella                                                             | 15'59"91 | Roberto Bianconi                                                                                  | 16'03"32 |
| Dorso                |                                                                                       |          |                                                                              |          |                                                                                                   |          |
| 100 m                | Giovanni Franceschi                                                                   | 58"44    | Fabio Forti                                                                  | 59"55    | Francesco Pettini                                                                                 | 59"90    |
| 200 m                | Paolo Falchini                                                                        | 2'07"21  | Fabio Forti                                                                  | 2'07"96  | Fabrizio Bortolon                                                                                 | 2'08"66  |
| Rana                 |                                                                                       |          |                                                                              |          |                                                                                                   |          |
| 100 m                | Carlo Travaini                                                                        | 1'06"42  | Cesare Fabbri                                                                | 1'06"50  | Raffaele Avagnano                                                                                 | 1'06"61  |
| 200 m                | Cesare Fabbri                                                                         | 2'22"13  | Maurizio Divano                                                              | 2'25"11  | Massimo Trevisan I                                                                                | 2'25"53  |
| Farfalla             |                                                                                       |          |                                                                              |          |                                                                                                   |          |
| 100 m                | Fabrizio Rampazzo                                                                     | 56"28    | Fabio Bernardi                                                               | 57"72    | Andrea Calabria                                                                                   | 57"91    |
| 200 m                | Andrea Calabria                                                                       | 2'04"90  | Mauro Cappelletti                                                            | 2'04"91  | Fabrizio Rampazzo                                                                                 | 2'05"01  |
| Misti                |                                                                                       |          |                                                                              |          |                                                                                                   |          |
| 200 m                | Giovanni Franceschi                                                                   | 2'05"45  | Maurizio Divano                                                              | 2'08"07  | Andrea Ceccarini                                                                                  | 2'10"14  |
| 400 m                | Giovanni Franceschi                                                                   | 4'27"48  | Maurizio Divano                                                              | 4'28"73  | Alessandro Antonello                                                                              | 4'38"37  |
| Staffette            |                                                                                       |          |                                                                              |          |                                                                                                   |          |
| 4x100 m stile libero | FF. OO. Roma Guido Armani Gianluca Giglietti Giorgio Quadri Fabrizio Rampazzo         | 3'30"28  | Sturla Antonio Consiglio II Andrea Calabria Omodeo Daniele Cerabino          | 3'35"80  | Gruppo Sportivo Carabinieri Lorenzo Bollati Davide Mastrazzo Fabio Bettazzoni Raffaele Franceschi | 3'36"82  |
| 4x200 m stile libero | FF. OO. Roma Giorgio Quadri Gianluca Giglietti Marco Colombo Fabrizio Rampazzo        | 7'46"70  | Sturla Daniele Cerabino Antonio Consiglio II Andrea Calabria Maurizio Divano | 7'50"68  | Fiat Ricambi Borlo Marco Bertinetti Belotti Mauro Rodella                                         | 7'54"79  |
| 4x100 m misti        | Nuotatori Milanesi Giovanni Franceschi Piero Tenderini Edoardo Germani Metello Savino | 3'56"57  | Sturla Daniele Cerabino Cesare Fabbri Andrea Calabria Maurizio Divano        | 3'59"22  | De Gregorio Fabrizio Bortolon Ceresi Stupazzini Marco Dell'Uomo                                   | 4'01"18  |

### Donne
| Evento               | Oro                                                                          | Tempo   | Argento                                                                      | Tempo   | Bronzo                                                                          | Tempo   |
| Stile libero         |                                                                              |         |                                                                              |         |                                                                                 |         |
| 100 m                | Lucia Alessio                                                                | 59"68   | Cinzia Savi Scarponi                                                         | 59"78   | Grazia Colombo                                                                  | 1'00"11 |
| 200 m                | Elisabetta Fusi                                                              | 2'07"73 | Manuela Dalla Valle                                                          | 2'08"40 | Lucia Alessio                                                                   | 2'08"66 |
| 400 m                | Roberta Felotti                                                              | 4'25"74 | Elisabetta Fusi                                                              | 4'26"30 | Maria Grazia Pandini                                                            | 4'28"64 |
| 800 m                | Maria Grazia Pandini                                                         | 9'05"05 | Tanya Vannini                                                                | 9'09"04 | Anna Amadori                                                                    | 9'09"60 |
| Dorso                |                                                                              |         |                                                                              |         |                                                                                 |         |
| 100 m                | Laura Foralosso                                                              | 1'06"00 | Ilaria Tocchini                                                              | 1'06"58 | Giulia Garbi                                                                    | 1'07"42 |
| 200 m                | Laura Foralosso                                                              | 2'22"83 | Giulia Garbi                                                                 | 2'23"66 | Anna Meli                                                                       | 2'26"33 |
| Rana                 |                                                                              |         |                                                                              |         |                                                                                 |         |
| 100 m                | Simona Brighetti                                                             | 1'15"10 | Maria Pia Caracò                                                             | 1'15"74 | Alessandra Zambruno                                                             | 1'16"05 |
| 200 m                | Simona Brighetti                                                             | 2'40"93 | Laura Belotti                                                                | 2'42"08 | Nicoletta Canziani                                                              | 2'43"60 |
| Farfalla             |                                                                              |         |                                                                              |         |                                                                                 |         |
| 100 m                | Cinzia Savi Scarponi                                                         | 1'03"09 | Cristina Quintarelli                                                         | 1'05"65 | Elisabetta Fusi                                                                 | 1'05"68 |
| 200 m                | Cinzia Savi Scarponi                                                         | 2'19"51 | Rosanna La Torre                                                             | 2'21"60 | Anna Amadori                                                                    | 2'22"94 |
| Misti                |                                                                              |         |                                                                              |         |                                                                                 |         |
| 200 m                | Cinzia Savi Scarponi                                                         | 2'22"35 | Manuela Dalla Valle                                                          | 2'23"37 | Ilaria Tocchini                                                                 | 2'26"73 |
| 400 m                | Cinzia Savi Scarponi                                                         | 5'04"52 | Roberta Felotti                                                              | 5'07"43 | Paola Sbrissa                                                                   | 5'08"18 |
| Staffette            |                                                                              |         |                                                                              |         |                                                                                 |         |
| 4x100 m stile libero | R. N. Legnano Grazia Colombo Gambolo Laura Montalbetti Manuela Dalla Valle   | 4'03"16 | Roma Nuoto Beatrice Scarnati Lemme Cinzia Savi Scarponi Anna Amadori         | 4'05"73 | Lazio Nuoto Tirocchi Rossato Perinelli Elisabetta Fusi                          | 4'06"95 |
| 4x200 m stile libero | Roma Nuoto Anna Amadori Beatrice Scarnati Maria Banci Cinzia Savi Scarponi   | 8'47"74 | R.N. Legnano Laura Montalbetti Frascaroli Grazia Colombo Manuela Dalla Valle | 8'48"03 | Nuoto Scaligero Roberta Bonetti Fulvia Cornella Elaine Bocchini Roberta Felotti | 8'48"53 |
| 4x100 m stile misti  | R. N. Legnano Cazzaniga Manuela Dalla Valle Laura Montalbetti Grazia Colombo | 4'28"36 | Rari Nantes Florentia Giulia Garbi Carolina Barbieri Petroni Donelli         | 4'33"02 | Nuoto 2000 Bertossi Canziani Elisabetta Miglioraro Maschera                     | 4'35"95 |